# Lista de episódios de The Jeff Corwin Experience
Essa é uma lista dos episódios da série estadunidense The Jeff Corwin Experience ou As aventuras de Jeff Corwin (Português Brasileiro), ao longo das suas três temporadas, com o nome dos episódios em seu título original, em inglês

## Episódios
1.ª Temporada

Episódio 1 — Borneo: A Wild Man in Borneo (Bornéu: Um Homem Selvagem em Bornéu) 

Episódio 2 — India: Riding the Cobra Express (Índia: Passeio na Expresso Cobra) 

Episódio 3 — Arizona: Land of the Serpent (Arizona: Terra das Serpentes)

Episódio 4 — Alaska: Northern Exposure (Alasca: Exposição do Norte) 

Episódio 5 — Louisiana: Call of the Cajun Wild (Louisiana: A Chamada dos Cajuns Selvagens) 

Episódio 6 — Thailand: The Royalty of Siam (Tailândia: a Realeza de Siam) 

Episódio 7 — Indonesia: Six Days to the Dragon (Indonésia: Seis Dias Para o Dragão) 

Episódio 8 — South America: Into the Heart of Darkness (América do Sul: No Coração das Trevas) 

Episódio 9 — Brazil: The River Wolf and the Isle of Serpents (Brasil: O Rio Lobo e a Ilha de Serpentes) 

Episódio 10 — Africa: Into Africa (África: Vamos lá!) 

Episódio 11 — Madagascar: The Land That Time Forgot (Madagascar: A Terra Que o Tempo Esqueceu) 

Episódio 12 — Panama: Bridge Between the Americas (Panamá: Ponte Entre as Américas) 

Episódio 13 — Galapagos: The Living Laboratory (Galápagos: A Vida no Laboratório)
2.ª Temporada

Episódio 1 — Florida: Exploring Pascua de Florida (Flórida: Explorando Pascua de Florida)

Episódio 2 — Guyana: Land of the Giants (Guiana: Terra de gigantes)

Episódio 3 — California: The Wild One (Califórnia: O selvagem)

Episódio 4 — Costa Rica: The Arribiatta (Costa Rica: A Arribiatta)

Episódio 5 — Brazil: The Amazon Goin' Bananas (Brasil: Vamos à Amazônia!)

Episódio 6 — Australia: Out of Balance Down Under (Austrália: Fora de Equilíbrio)

Episódio 7 — Tasmania: Sympathy for the Devil (Tasmânia: Simpatia Para o Diabo)

Episódio 8 — Zanzibar: Dr. Corwin I Presume (Zanzibar: Dr. Corwin, Eu Presumo)

Episódio 9 — Tanzania: Bodies in Motion (Tanzânia: Corpos em Movimento)

Episódio 10 — India: Between the Tiger and the Lion (Índia: Entre o Tigre e o Leão)

Episódio 11 — Nepal: Journey to Shangri-La (Nepal: viagem a Shangri-La)

Episódio 12 — Morocco: A Time Machine of Sand (Marrocos: A Máquina do Tempo de Areia)

Episódio 13 — Spain: Americano Loco (Espanha: Os Americanos são loucos!)
3.ª Temporada

Episódio 1 — Botswana: Exploring the Elephant Highway (Botswana: Explorando a Estrada do Elefante)

Episódio 2 — Uganda: It's a Croc Story (Uganda: É uma história Croc)

Episódio 3 — Mexico: The Great Snake Hunt (México: A Grande Caça a Cobra)

Episódio 4 — Peru: Bear Necessities (Peru: Necessidades de Urso)

Episódio 5 — Kenya: Hyena, Queen of the Beasts (Quênia: Hiena, a Rainha das Feras)

Episódio 6 — Australia: Going Bats Down Under (Austrália: Morcegos Vão Para Cavernas)

Episódio 7 — Cambodia: Snakes on the Menu (Camboja: Cobras no Menu)

Episódio 8 — Indonesia: The Orangutan Freedom Journey (Indonésia: A Viagem de Liberdade do Orangotango)

Episódio 9 — The Big Bad Wolf? (O Lobo Mau?)

Episódio 10 — Brazil: Saving the Tamarin (Brasil: Salvando o Tamarin)

Episódio 11 — Venezuela: Operation Anaconda (Venezuela: Operação Anaconda)

Episódio 12 — Where's Jeff? (Onde está o Jeff?)

Episódio 13 — The Urban Show (O Show Urbano)